# Whoa.nu
Whoa.nu var en svensk community med inriktning på musik och livsstilen hiphop, både svensk och internationell. Communityns viktigaste del, forumen, handlade om allt från hiphop, reggae och soul till datorer, politik och sport.
Whoa.nu började som en hiphop- och skateboardsida runt 1999 då den hette Backlash.nu, som sedan augusti 2000 nästan bara inriktade sig på hiphop. Runt årsskiftet 00/01 slog sig Backlash ihop med Svenskunderjord.com för att bilda Svenskunderjord Community (SvU), men samarbetet gick inte som planerat. Våren / sommaren 2001 sa webmastern Ola Johansson upp samarbetet och startade Whoa.
Januari 2008 gjordes start- och inloggningssidan om för att lansera Whoa Blog som blivit Sveriges största blogg inriktad på hiphop. Samtidigt öppnades även communityt upp så att man inte måste vara medlem för att kunna läsa diskussionstrådar.
Sedan januari 2014 möts man av meddelandet: "I början av Januari 2014 låstes Whoa. Du kan fortfarande logga in i några månader. Forumen kommer vara tillgängliga på obestämd framtid.". Det är ännu oklart när hemsidan kommer att läggas ned helt.